# 福岡義登
福岡 義登（ふくおか よしと、1923年（大正12年）5月18日 - 2001年（平成13年）3月25日）は、日本の政治家、労働運動家。衆議院議員（4期）、三次市長（4期）などを歴任した。

## 略歴
- 日本国有鉄道（国鉄）入社[2]
- 1947年（昭和22年） - 国鉄労働組合広島支部執行委員長[2]
- 1961年（昭和36年） - 広島県労組会議事務局長[2]
- 1963年（昭和38年）11月 - 第30回衆議院議員総選挙落選
- 1966年（昭和41年）1月 - 第7回参議院議員通常選挙補欠選挙落選
- 1967年（昭和42年）1月 - 第31回衆議院議員総選挙初当選
- 1969年（昭和44年）12月 - 第32回衆議院議員総選挙落選
- 1972年（昭和47年）12月 - 第33回衆議院議員総選挙当選
- 1976年（昭和51年）12月 - 第34回衆議院議員総選挙当選
- 1979年（昭和54年）10月 - 第35回衆議院議員総選挙落選
- 1980年（昭和55年）
  - 6月 - 第36回衆議院議員総選挙当選
  - 7月 - 衆議院運輸委員選任
- 1986年（昭和61年）11月 - 広島県三次市長選挙当選[2]
- 1998年（平成10年）11月 - 広島県三次市長選挙無投票当選（4期）
- 2001年（平成13年）3月 - 腹部大動脈急性解離のため死去

## 家族
- 孫：福岡誠志（三次市長、三次市議会議員）